# Sublimis Deus

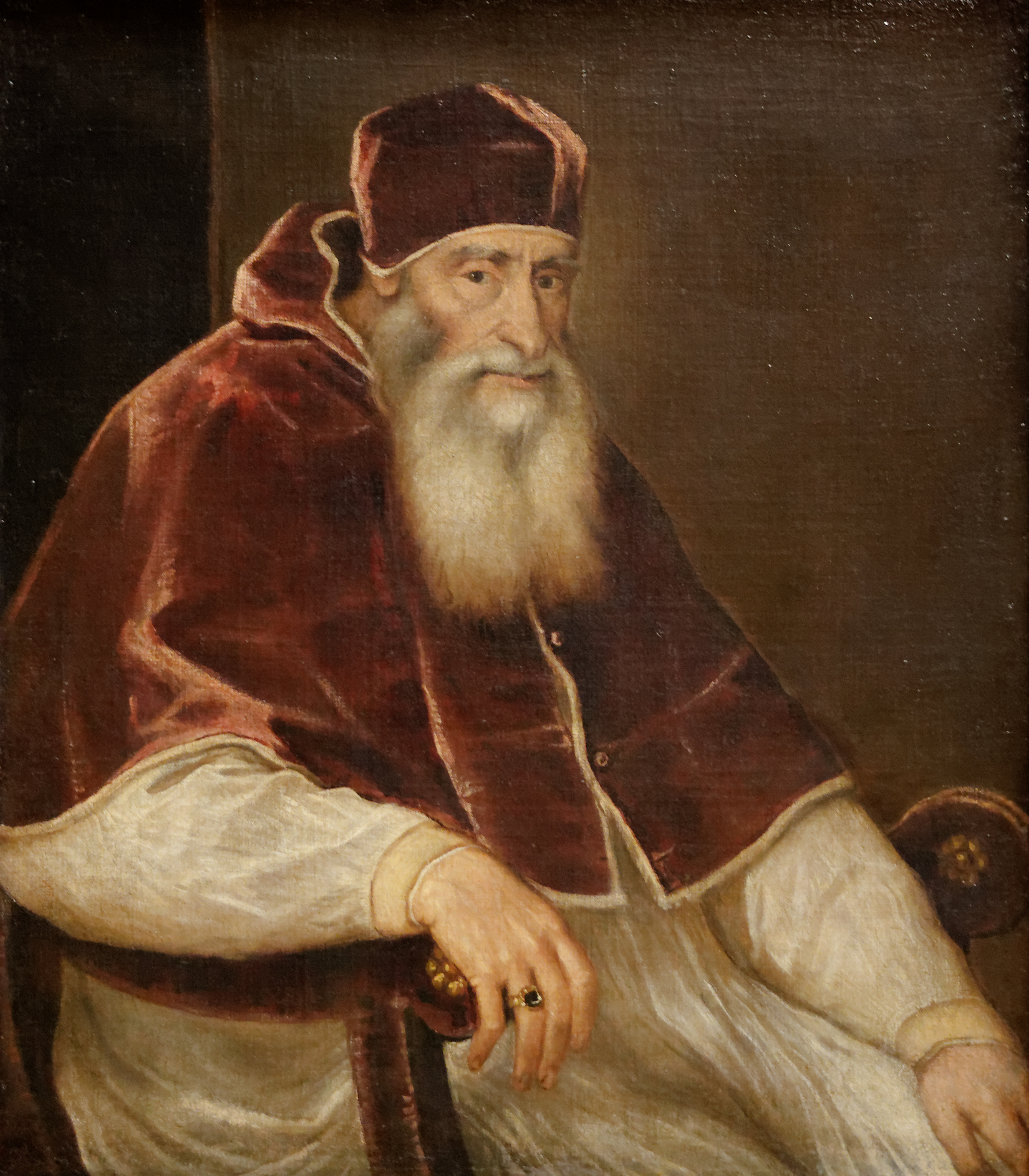
Le pape Paul III.

Sublimis Deus est une bulle pontificale de Paul III, du 9 juin 1537, qui interdit l'esclavage des Indiens d'Amérique « et tous les autres peuples qui peuvent être plus tard découverts ».
Il reprend presque les mêmes termes que dans sa lettre Veritas ipsa au cardinal Juan Pardo de Tavera, archevêque de Tolède.  

## Contexte
Dans cette bulle pontificale, le pape Paul III condamne vigoureusement la pratique de l'esclavage, pratique renouvelée depuis la découverte du Nouveau Monde et la volonté des Espagnols (des conquistadores) d'asservir les populations indigènes. Paul III dénonce une telle pratique comme directement inspirée par l'Ennemi du genre humain (Satan), ce qui montre clairement son absence de tergiversation sur ce point. Toutefois, non seulement la Réforme s'est installée, mais l'Angleterre d'Henri VIII, en délicatesse avec le pape, a fait sécession avec Rome en 1534 en créant l'anglicanisme. Ainsi, la voix du pape n'a plus sur les souverains chrétiens l'effet disciplinaire qu'elle avait du temps de Théodose, ou même encore quelques siècles auparavant (ainsi, l'interdiction par Rome de l'arquebuse resta toujours lettre morte).
La condamnation papale interdisait l'esclavage en refusant toute distinction entre les droits fondamentaux des chrétiens et ceux des populations non chrétiennes, mais elle concerne avant tout l'esclavage des Indiens sans mentionner celui des populations noires. Les souverains feignirent de croire que les populations africaines n'étaient pas concernées. Elles n'étaient d'ailleurs enlevées, il est vrai, que par les populations non chrétiennes de l'époque. La bulle pontificale fut, sans surprise, complètement ignorée par les souverains non catholiques. La papauté se résigna à l'immobilisme pour ne pas trop nuire aux puissances coloniales restées fidèles à Rome face aux pays protestants et à l'Angleterre que cette main d'œuvre gratuite faisait monter rapidement en puissance économique. Elle maintint toutefois ses missionnaires en fonction.
Les textes chrétiens antérieurs étaient ambigus : le mot latin servus désignait simplement un serviteur, sans préciser sa condition. Le christianisme avait émergé par ailleurs dans une société romaine où l'esclavage était admis, et où des esclaves faisaient partie des premiers chrétiens, alors clandestins. Postérieur, le discours de Saint Augustin pesa également lourd dans la balance. Édouard Biot estime que la « doctrine primitive » du christianisme, qui s'incarne dans l'Épître aux Galates de saint Paul (« Il n'y a plus ici ni Juifs ni Grecs, il n'y a plus ni esclaves ni libres, il n'y a plus ni homme ni femme, mais tous sont en Jésus-Christ »), pouvait également être utilisée par les opposants à l'esclavage. Cependant l'abolition de toute distinction religieuse entre homme et femme ne signifiait pas pour autant l'abolition de leurs rôles sociaux respectifs.
Cette ambiguïté des textes bibliques sur l'esclavage fut mise à profit par les deux parties : justification de l'esclavage noir pour les esclavagistes en rappelant la malédiction de Cham, contestation par les antiesclavagistes appuyée sur l'idée que tous les hommes sont égaux devant Dieu, ensuite.

## Texte intégral (dans sa version française)
« Le Pape Paul III, à tous les Chrétiens fidèles auxquels parviendra cet écrit, santé dans le Christ notre Seigneur et bénédiction apostolique.
Le Dieu sublime a tant aimé le genre humain, qu'Il créa l'homme dans une telle sagesse que non seulement il puisse participer aux bienfaits dont jouissent les autres créatures, mais encore qu'il soit doté de la capacité d'atteindre le Dieu inaccessible et invisible et de le contempler face à face ; et puisque l'homme, selon le témoignage des Écritures Sacrées, a été créé pour goûter la vie éternelle et la joie, que nul ne peut atteindre et conserver qu'à travers la foi en Notre-Seigneur Jésus-Christ, il est nécessaire qu'il possède la nature et les facultés qui le rendent capable de recevoir cette foi et que quiconque est affecté de ces dons doit être capable de recevoir cette même foi.
Ainsi, il n'est pas concevable que quiconque possède si peu d'entendement que, désirant la foi, il soit pourtant dénué de la faculté nécessaire qui lui permette de la recevoir. D'où il vient que le Christ, qui est la Vérité elle-même, qui n'a jamais failli et ne faillira jamais, a dit aux prédicateurs de la foi qu'il choisit pour cet office « Allez enseigner toutes les nations ». Il a dit toutes, sans exception, car toutes sont capables de recevoir les doctrines de la foi.
L'Ennemi du genre humain, qui s'oppose à toutes les bonnes actions en vue de mener les hommes à leur perte, voyant et enviant cela, inventa un moyen nouveau par lequel il pourrait entraver la prédication de la parole de Dieu pour le salut des peuples: Il inspira ses auxiliaires qui, pour lui plaire, n'ont pas hésité à publier à l'étranger que les Indiens de l'Occident et du Sud, et d'autres peuples dont Nous avons eu récemment connaissance, devraient être traités comme des bêtes de somme créées pour nous servir, prétendant qu'ils sont incapables de recevoir la Foi Catholique.
Nous qui, bien qu'indigne de cet honneur, exerçons sur terre le pouvoir de Notre-Seigneur et cherchons de toutes nos forces à ramener les brebis placées au-dehors de son troupeau dans le bercail dont nous avons la charge, considérons quoi qu'il en soit, que les Indiens sont véritablement des hommes et qu'ils sont non seulement capables de comprendre la Foi Catholique, mais que, selon nos informations, ils sont très désireux de la recevoir. Souhaitant fournir à ces maux les remèdes appropriés, Nous définissons et déclarons par cette lettre apostolique, ou par toute traduction qui puisse en être signée par un notaire public et scellée du sceau de tout dignitaire ecclésiastique, à laquelle le même crédit sera donné qu'à l'original, que quoi qu'il puisse avoir été dit ou être dit de contraire, les dits Indiens et tous les autres peuples qui peuvent être plus tard découverts par les Chrétiens, ne peuvent en aucun cas être privés de leur liberté ou de la possession de leurs biens, même s'ils demeurent en dehors de la foi de Jésus-Christ ; et qu'ils peuvent et devraient, librement et légitimement, jouir de la liberté et de la possession de leurs biens, et qu'ils ne devraient en aucun cas être réduits en esclavage ; si cela arrivait malgré tout, cet esclavage serait considéré nul et non avenu.
Par la vertu de notre autorité apostolique, Nous définissons et déclarons par la présente lettre, ou par toute traduction signée par un notaire public et scellée du sceau de la dignité ecclésiastique, qui imposera la même obéissance que l'original, que les dits Indiens et autres peuples soient convertis à la foi de Jésus Christ par la prédication de la parole de Dieu et par l'exemple d'une vie bonne et sainte.
Donné à Rome, le 29 mai de l'année 1537, la troisième de Notre Pontificat. »

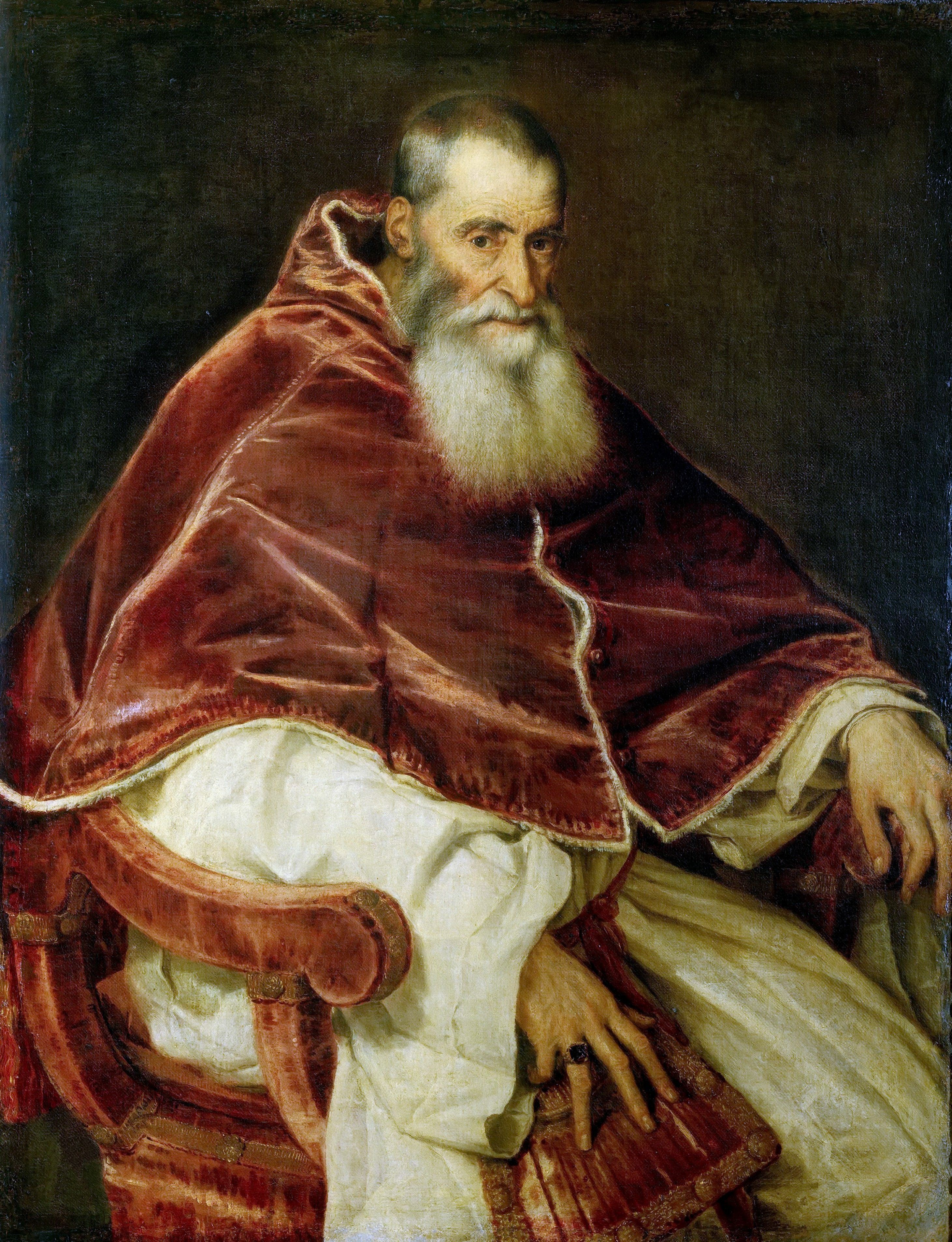
Portrait du Pape Paul III, le pape ayant posé la bulle pontificale du Sublimis Deus. par Le Titien